# 사랑의 선택
《사랑의 선택》(영어: Scissors)은 미국에서 제작된 1991년 심리 공포 스릴러 영화이다. 《Dark Night of the Scarecrow》(1981) 등 여러 텔레비전 영화를 감독한 프랭크 디펄리타의 유일한 극장용 영화 연출작이다. 샤론 스톤 등이 출연하였고, 멜 펄 등이 제작에 참여하였다.

## 줄거리
앤절라 “앤지” 앤더슨은 철물점에서 큰 가위를 산 뒤 승강기에서 붉은 수염을 기른 사내에게 공격을 당하자 자기 방어 차원에서 그를 찌른다. 쓰러져 있던 앤절라를 이웃의 앨릭스가 일으켜 자신의 집으로 데려오고, 그곳에서 앤절라는 앨릭스의 쌍둥이 형제이며 휠체어에 의지하는 예술가 콜을 만난다.
인기 연속극에 정신과 의사 역으로 출연 중인 배우 앨릭스는 앤절라에게 관심을 보이지만 앤절라는 어린 시절의 경험 탓에 성적으로 억눌린 상태로, 고양이로 외로움을 달래고 여전히 인형을 갖고 노는 등 성인 남성과 제대로 관계를 맺는 걸 어려워한다. 담당 정신과 의사는 앤절라의 과거와 관련된 붉은 수염의 남성 빌리와 최근 앤절라에게 공격을 가한 남성이 놀라울 정도로 유사하다는 사실을 지적한다.
이후 앤절라는 일자리 제의가 들어온 수상쩍은 아파트를 찾아갔다가 그 안에 갇힌다. 주침실에는 앤절라가 샀던 바로 그 가위에 찔려 죽은 남자로 보이는 시체가 눕혀져 있고, 다른 방에선 까마귀가 든 새장이 발견된다. 까마귀는 “앤절라가 그를 죽였어”라는 소리를 반복해 앤절라에게 정신 이상을 유도한다. 한편 앤절라가 사라지자 앨릭스는 행방을 찾아 나서려고 하는데 휠체어에서 멀쩡하게 일어난 콜이 앨릭스의 목을 조른 뒤 사라져 버린다.
앤절라는 간신히 까마귀 다리에 살려달라는 내용의 종이를 매단 뒤 가위로 통풍구 뚜껑을 열고 통기공으로 까마귀를 날려 보낸다. 다음 날 앤절라가 일어나 보니 식당에 빨간 수염의 남성 시체가 앉혀 있고 그 앞에는 까마귀가 날것 상태로 요리된 접시가 놓여 있다. 충격을 받은 앤절라는 엄마가 붉은 수염을 지닌 새아빠 빌리를 가위로 찔러 죽이는 장면을 목격했던 과거를 회상한다.
사실 모든 것은 앤절라의 정신과 의사가 기획한 일로, 아내가 아파트 주인과 바람을 피우는 걸 알게 되자 주인을 죽인 뒤 이를 조현병인 앤절라에게 뒤집어 씌우기로 작심한 것이다. 충격을 받았으나 정치적 야망이 있는 아내는 의사의 계획에 따르기로 한다. 부부는 앤절라에게 누명을 씌우는 데 방해가 될지 모르는 가위를 찾는데, 그 사이 앤절라는 의사가 부주의하게 열어둔 현관문을 통해 빠져 나간다. 앤절라가 현관문을 닫으면서 기존 입장이 바뀌어 의사 부부는 조금 전까지의 앤절라처럼 아파트 안에 갇히게 된다.
아파트 밖에서 앤절라는 자신을 찾아온 앨릭스와 재회하고, 드디어 가위를 찾은 의사는 바깥의 앤지를 노려보며 창문을 내려찍는다.

## 출연진
- 샤론 스톤
- 스티브 레일즈백
- 로니 콕스
- 미셸 필립스
- 비키 프레더릭
- 앨버트 포프웰

## 기타 제작진
- 배역: 잰 글레이저
- 미술: 크레이그 스턴스